# Samuel Kazimierz Łazowy
Samuel Kazimierz Łazowy herbu Lubicz (zm. w 1738 roku) – kasztelan mścisławski w latach 1730–1738, wojski grodzieński w latach 1716–1730, sędzia grodzki grodzieński w 1709 roku, cześnik grodzieński w 1709 roku.
Poseł na sejm 1730 roku z powiatu grodzieńskiego.